# きみのためなら死ねる
『きみのためなら死ねる』（きみのためならしねる）は、セガが2004年12月2日に発売したニンテンドーDS用ゲームソフト。略称「きみしね」。ニンテンドーDS本体と同時発売された（ローンチタイトル）。北米では『Feel the Magic: XY/XX』というタイトルで2004年11月16日に、ヨーロッパでは『Project Rub』（プロジェクト・ラブ）というタイトルで2005年3月11日発売。なお、日本でのCEROの審査では全年齢対象となっているが、北米ではESRBによりTeen（13歳以上）、ヨーロッパではPEGIにより「12+」のレイティングにそれぞれ分類されている。

## 概要
開発は、後にセガ本体に統合されたソニックチーム。ディレクターは開発子会社統合の結果ユナイテッド・ゲーム・アーティスツから加入した吉永匠。
本作は、街ですれちがった女性に一目惚れした主人公が「Rub Rabbits（ラブラビッツ）」を名乗る集団と共に女性の気を引くために様々なパフォーマンスを披露し、時にはハプニングから女性を守るため奮戦するストーリー仕立てのミニゲーム集である。収録されているミニゲームは、ニンテンドーDSの機能を最大限に利用しており、タッチペンやタッチストラップを使用するものの他に、内蔵マイクに向かって叫ぶものやタッチスクリーンに直接息を吹きかけるもの（実際は内蔵マイクが吹きかけられた息を音と認識）等多岐にわたる。また、登場人物は全員顔が影のように表現されており、顔のパーツは一切ない（ただし状況に応じて身に着ける小道具には色がついている）。
2005年10月6日には同一内容の廉価版が発売された。続編として『赤ちゃんはどこからくるの?』が2005年10月20日に発売された。
モナコで開催された『Imagina Games Awards』では「最優秀コンセプト賞」を受賞。

## ゲームの進行
全19話のストーリーに、それぞれ1～3個のミニゲームが割り当てられている。プレイヤーはこの中から1つを選びそのミニゲームをプレイすることを繰り返すことになる。一定回数（ゲームのレベルによって異なる）クリアできるとクリアでポイントが加算され、規定回数クリアする前に一定回数失敗した場合は失敗となりポイントが減るため、ストーリーを進めるには数回連続でノルマを達成する必要がある。話によってはミニゲームが1つしかない場合（ボスキャラ的存在のステージや、女性の体に触ることで進行するタイプのものなど）もあるが、その場合はそのミニゲームをクリアすれば次の話へ進む。なおある難易度の最終話をクリアすると次のレベルが出現するが、本作ではストーリーの難易度が上がってもボスやラブシーンにおける難易度は変化しない。
クリアしたミニゲームは「メモリーズ」に登録され、ここで1～10レベル通しで（一部の話に登場した物を除く）プレイすることも可能。ここでは1回もミスせずに連続でクリアした面数がカウントされていく。このカウントが一定以上になると女性の髪型・服・靴が「マニアック」に追加され、これにより彼女を着替えさせることが出来る。
なお、ミニゲーム開始前には4コマ漫画形式のデモが入るが、ニンテンドーDSのタッチパネルに表示されることになる3～4コマ目の中に、タッチすることで先述のメモリーズにおけるクリアカウントの累計同様にマニアックへの追加のためのカウントが発生するポイントが各デモの中にいくつか存在する。また、ソニックチームが制作したゲームボーイアドバンス用ソフトの中にも、ニンテンドーDSのGBA用スロットに挿して本作を起動することでマニアックに項目を追加できる物がある。

## ミニゲーム
全29種類のゲームの内、序盤に登場する物を挙げる。
キンギョ
飲み込んでしまった金魚を、胃の中に上への流れを発生させて吐き出す。
パラシュート
飛行機から飛び降りたメンバーのパラシュートを、2桁から6桁の数字を入力することで開く。
ロウソク
画面の奥から迫ってくるろうそくの火を消す。
カート
路上の障害物を取り除き、坂道を下ってくるショッピングカートを通す。
アバレウシ
画面奥から迫ってくる猛牛を退治する。
キレイキレイ
彼女の体に付いた泥を、タッチパネルをこすることでふき取る。

## イメージソング

### 楽曲データ
『きみのためなら死ねる』
歌：床井健一 & Rub Rabbits（光吉猛修とスーパーラバーズ）
作詞：吉永匠
作曲：幡谷尚史

### イメージソングとその影響
本作のタイトル画面および一部のミニゲームで流れるイメージソングは男性コーラスによる強烈なインパクトと非常に高い中毒性を持ち、発表当時から「洗脳ソング」と評され、マスコミやネット上で大ブームを巻き起こした一曲である。中でも「(ﾟ∀ﾟ)ﾗｳﾞｨ!!」や「( ´_ゝ｀)ﾇﾇﾈﾈﾇﾇﾈﾉ」は流行語となり、当時のFlash作品に様々な形で流用された。
なお、この曲は本作と続編の『赤ちゃんはどこからくるの?』に登場する楽曲をまとめたサウンドトラック『あかどこ＆きみしね 愛の伝説CD』（2005年11月24日発売）や『CDで聞いてみて。 〜ニコニコ動画せれくちょん〜』（2008年7月9日発売）にそのまま収録された。更に本作の20周年を記念して、2024年12月4日には本曲と新規リミックス音源を収録した8cmCDシングルと7inchアナログレコードが発売される。

## タイトルの由来
タイトルの「きみのためなら死ねる」とは、まだ日本で西洋的な愛という概念が一般的でなかった時代に二葉亭四迷が小説『片恋』（イワン・ツルゲーネフ）の台詞「Я люблю вас」（ヤー・リュブリュ・ヴァス、ロシア語。英語の「I love you.」と同じ意味）を「死んでも可いわ」と和訳したのが初出と言われる。
また、梶原一騎原作の漫画『愛と誠』で、登場人物・岩清水弘がヒロインに宛てた手紙に「君のためなら死ねる」の文言が書かれていた。この文言は作中何度も繰り返され、連載当時名ゼリフとして流行した。